# Koenraad van Diepholt
Koenraad van Diepholt, (Diepholz, 1424 - Fürstenau, 21 mei 1482) was een zoon van graaf Konrad van Diepholt en gravin Armgardt van Hoya. Vanaf 1455 tot 1482 was hij prins-bisschop van Osnabrück. Hij wordt ook wel Koenraad III genoemd; dit is de nummering als bisschop, en als zodanig werd hij opgevolgd door Koenraad van Rietberg (Koenraad IV).
In het begin van zijn loopbaan was Van Diepholt domproost van Deventer, vanaf 1439 bekleedde hetzelfde ambt in Osnabrück. In 1455 werd hij als opvolger van zijn oom Rudolf van Diepholt gekozen tot bisschop van die stad. Het jaar daarop was de prins-bisschop met een krijgsmacht aanwezig in Deventer. Hij moest zich, na het beleg van Deventer, op 15 september 1456 overgeven aan Filips van Bourgondië. Daarna moest diens zoon David van Bourgondië door kerk, steden en ridderschap van het Oversticht als bisschop worden geaccepteerd.